# Angie Ballard
Angela "Angie" Ballard (nascida em 6 de junho de 1992) é uma atleta paralímpica australiana. Ballard compete em provas de corridas em cadeira de rodas, na categoria T53. Ficou paraplégica aos sete anos, devido a um acidente de carro. Já competiu em cinco edições dos Jogos Paralímpicos, a começar em 2000, e obteve oito medalhas paralímpicas no total, das quais quatro de prata.

## Carreira
Começou a competir em cadeira de rodas no ano de 1994 e, quatro anos depois, em 1998, representou a Austrália pela primeira vez.

## Paralimpíadas e mundiais de atletismo

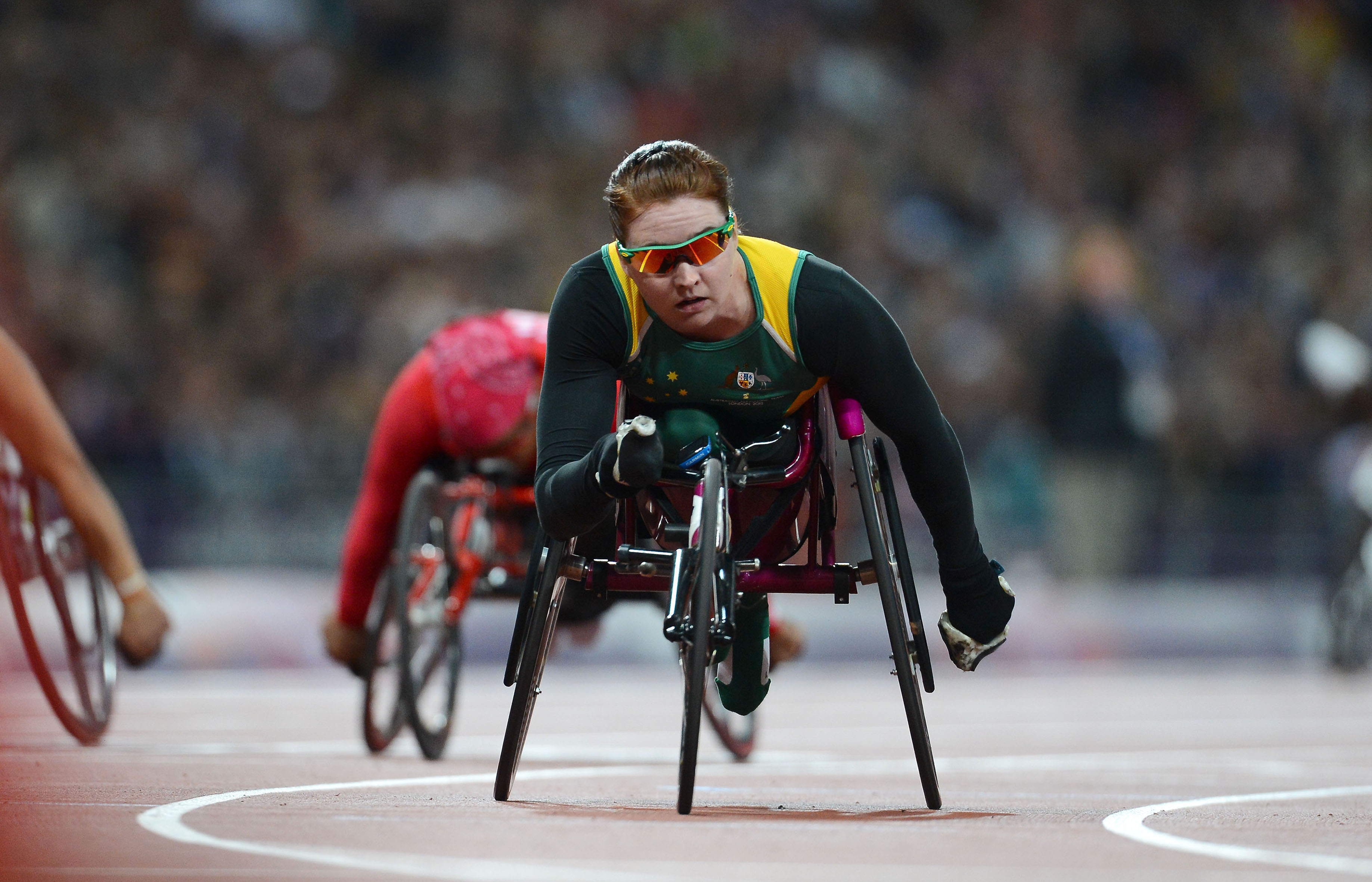
Ballard disputando os Jogos Paralímpicos de Londres, em 2012.
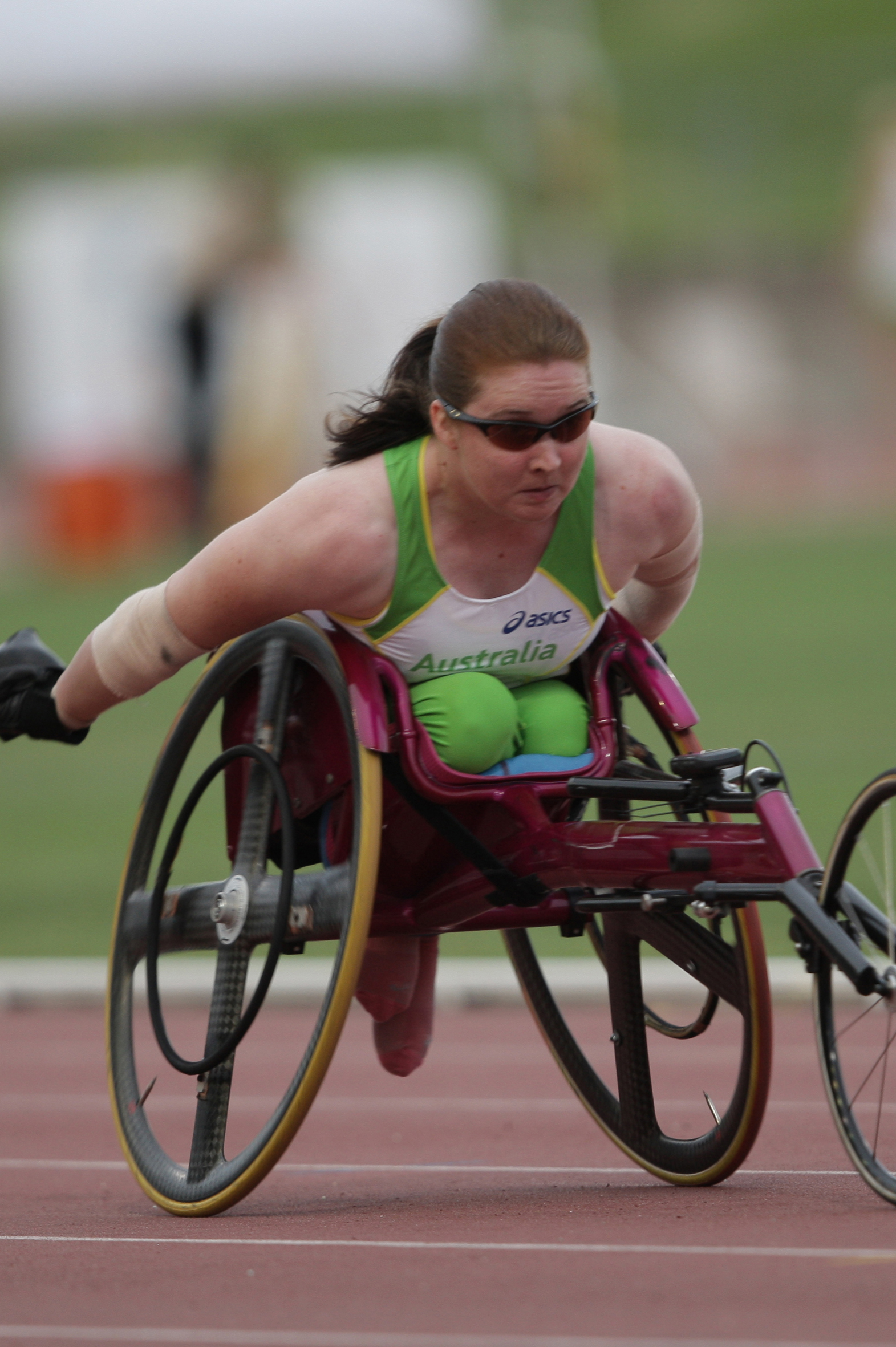
Angie Ballard competindo no Mundial de Atletismo Paralímpico de 2011, em Sydney.
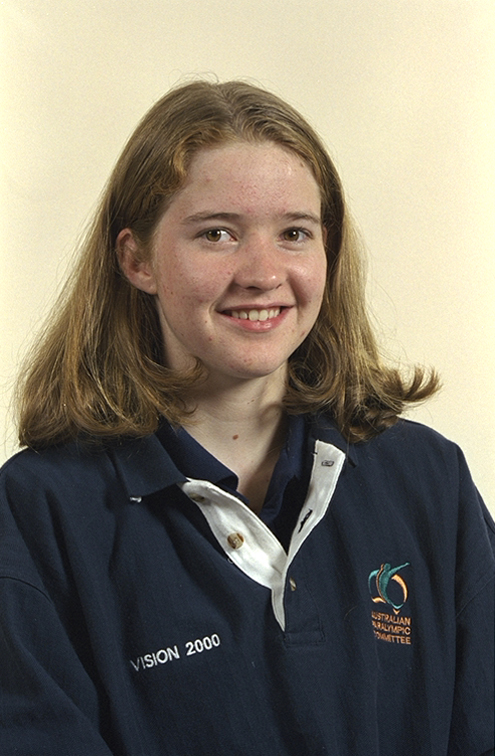
Ballard integrou a equipe australiana nas Paralimpíadas de 2000, em Sydney.